# Comaserica setosicollis
Comaserica setosicollis är en skalbaggsart som beskrevs av Blanchard 1850. Comaserica setosicollis ingår i släktet Comaserica och familjen Melolonthidae. Inga underarter finns listade i Catalogue of Life.